# Pieter Verheyen
Pour les articles homonymes, voir Verheyen.
Pierre-Emmanuel, Pieter-Emanuel, Pierre ou Pieter Verheyen est un compositeur, organiste et chanteur flamand, né le 15 janvier 1747 à Gand où il est mort le 11 janvier 1819. 
Il a travaillé sous l'occupation française et néerlandaise : ses œuvres témoigneraient « de qualités esthétiques indéniables ».

## Biographie
Encore enfant de chœur, Verheyen, qui était fils d'un chanteur de la cathédrale Saint-Bavon de Gand, chanta déjà dans celle-ci.  L’organiste Josse Boutmy était son maître de musique.  Il chanta la partie de ténor à Bruges, puis à Gand, et il interpréta des rôles pour la compagnie itinérante de Jacob Neyts (De Vlaemsche Opera, ou l’Opéra flamand).  Ensuite, il aurait bénéficié de l’enseignement de la composition d'Ignaz Vitzthumb, directeur du Théâtre de la Monnaie, et de François-Joseph Krafft, maître de chapelle de la cathédrale Saint-Bavon de Gand mais, en tant que compositeur, il était sans doute autodidacte.  Pendant une courte période, il fut maître de chant de l’église Sainte-Pharaïlde de Gand, puis chef d'orchestre à Maastricht.  Ses premières compositions – de la musique liturgique – datent de 1778.  En 1786, il devint « compositeur ordinaire » de Ferdinand Marie de Lobkowicz, évêque de Gand.  Un Te Deum de sa plume fut exécuté à l'occasion de la consécration de la cathédrale Saint-Sauveur de Bruges.
Sous l’occupation française et après avoir perdu la voix, il reçut une fonction administrative. Il devint organiste au temple de la Raison en 1793 et, ultérieurement, au cloître des Ursulines.
« Le nombre des fêtes dites nationales qu'on célébrait chaque année à Gand », sous l’occupation dite républicaine, « était considérable.  La musique des hymnes et des chants de circonstance qu'on exécutait dans le temple de la Loi était ordinairement de la composition de trois artistes gantois : Pierre Verheyen, Ch. Ots et Ch[arles-Louis Joseph] Hanssens (sr). Le 1 Vendémiaire, an VIII [ 23 septembre 1799 ] on exécuta un chant patriotique intitulé : Présent des Dieux, Liberté chérie, musique du citoyen Verheyen ».
Ce fut également à cette époque que Verheyen créa son Hymne à la paix pour la fête du 30 brumaire ; an VI (20 novembre 1797).
En 1808, Verheyen fut cofondateur de la Société royale des beaux-arts et de la littérature de Gand ; de son département de musique, créé en 1812, il sera le directeur adjoint et il recevra une annuité.  En 1810, Verheyen écrivit une messe de requiem en commémoration du défunt Joseph Haydn (1732-1809), exécutée à l’église Saint-Nicolas de Gand.  et, lorsque la Société royale des beaux-arts et de la littérature de Gand organisera un concours de composition ayant pour thème Waterloo, Verheyen sera, en 1816, un des participants avec sa cantate La Journée de Waterloo sur des paroles de Philippe Lesbroussart.

## Œuvres

### Musique profane
Sa production comprend des œuvres de circonstance (écrites avant et pendant l’occupation française), des ariettes, de la musique de scène, des pantomimes et trois opéras, plus de 50 romances, de la musique pour clavier, des cantates républicaines - produits de substitut païens - ainsi que la cantate La Journée de Waterloo.
La musique de scène (y compris le genre de l'opéra) comprend les œuvres suivantes :
- (fr) Les Chevaliers ou Le Prix de l'arc, opéra, livret par Duperron (représentation le 20 et le 23 janvier 1779 au théâtre de Gand) ;
- (fr) Divertissement lyrique dédié à Son Altesse [...] Ferdinand de Lobkowitz, évêque de Gand. Par F. J. Sacy, curé de Sommerghem, en reconnoissance des bienfaits de Son Altesse, le 25 août 1788. Les paroles par l'abbé Ghiot, aumônier honoraire de Son Altesse, divertissement lyrique, livret de l’abbé Ghiot (25 août 1788, Gand) ;
- (nl) De Jagtparty van Hendrik IV (La Partie de chasse de Henri IV), opéra néerlandais (1794) ;
- (fr) Le Jardin de l'amour ou Les Noces d'Alexis (1794)[8].

### Musique sacrée
Sa musique sacrée comprend des messes, des psaumes, des hymnes, des Te Deum (généralement pour chœur, solistes et orchestre), des Elevationes (pour solistes, duos, trios avec orgue ou petit orchestre) et l'oratorio La mort de Jésus-Christ (partition manuscrite incomplète).  Un grand nombre d'œuvres liturgiques de Verheyen ont été écrites pour les églises consacrées une nouvelle fois à partir de 1801, l'année du concordat entre Napoléon Ier et le pape Pie VII.

### Caractéristiques
Les manuscrits conservés de Verheyen révèlent un talent très authentique : celui d'un habile compositeur, précis et ingénieux.  Surprenantes sont, en particulier, sa familiarité avec les possibilités de l'orchestre, la dimension typiquement dramatique qui caractérise toutes ses œuvres vocales et,  en rapport avec cela, la capacité d’élaborer de façon captivante de longs passages.  Cet instinct dramatique (qui nous fait regretter la perte de ses opéras) est, en même temps, un bon contrepoids aux limites de l'idiome classique.  À ces caractéristiques s'ajoutent des airs brillants et des passages pour chœurs qui ne manquent pas d’impressionner, dans une palette expressive allant d'une ambiance de fête étincelante, en passant par le charme bucolique aux humeurs sombres et tourmentées, où il témoigne souvent d'une inventivité harmonique.  En outre, dans l'interprétation des textes religieux, il est plutôt exceptionnel pour l'époque : partout, il garde l'équilibre parfait entre l'approche dramatique et l'expérience religieuse.

## Notoriété
La description succincte des Gantois les plus renommés, publiée comme annexe à la réédition gantoise de 1829 (par D.J. Vanderhaeghen) de l’œuvre originelle sur l’histoire de la Belgique (De historie van Belgis en néerlandais) de l’historien du XVIe siècle Marcus van Vaernewyck, brosse un portrait très favorable du compositeur Verheyen, qui n'était mort, alors, que depuis une décennie : 
« Verheyen (Pierre), membre correspondant de l’Institut royal néerlandais des arts et des sciences, décédé en l’an 1817  [sic] à un âge avancé dans sa ville natale, était un excellent compositeur et musicien qui a produit de nombreuses pièces musicales - qui font preuve de son grand esprit inventif et de son goût artistique -, plusieurs messes et autres pièces musicales liturgiques, qui sont exécutées de temps en temps dans nos églises. »
En outre, son importance pour la vie culturelle à Gand, est illustrée par le fait qu’il fut un des fondateurs de la Société des beaux-arts de sa ville natale et par l'honneur posthume qui lui fut rendu d'apposer son nom au plafond de la salle de spectacle du nouvel opéra de Gand.
Néanmoins, au cours de sa vie ne parurent que quatre romances.  La maison d'édition Ut Orpheus de Bologne a publié, en 1998, sept œuvres pour clavier.

## Discographie
- Pieter Emmanuel Verheyen – Sacred Works – Religieuze werken, chœur et orchestre De Restauratie, sous la direction de Guido De Bruyker, avec Hilde Coppé (soprano), Inez Carsauw (alto), Philip Defrancq (ténor), Yu-Hsiang Hsieh (baryton-basse), Animato, 2009.